# 玛莉斯·格尔
玛莉斯·格尔（德語：Marlies Göhr，1958年3月21日—），德国女子田径运动员。她曾代表东德参加1976年、1980年和1988年夏季奥林匹克运动会田径比赛，获得二枚金牌和二枚银牌。